# Ashland (Wisconsin)
Pour les articles homonymes, voir Ashland.
La ville d’Ashland est le siège du comté d'Ashland, dans le Wisconsin, aux États-Unis. Sa population s’élevait à 8 216 habitants lors du recensement de 2010.